# Episinus bicornis
Episinus bicornis là một loài nhện trong họ Theridiidae.
Loài này thuộc chi Episinus. Episinus bicornis được Tord Tamerlan Teodor Thorell miêu tả năm 1881.